# Летни олимпийски игри 2012
XXX летни олимпийски игри се провеждат в Лондон, Англия, от 27 юли до 12 август 2012 г. Това са третите олимпийски игри, които се провеждат в Лондон. Другите градове, кандидатирали се за домакинство, са Париж, Мадрид, Ню Йорк и Москва.
Председател на Организационния комитет е лорд Себастиан Коу. 
Спортистите с най-много медали от олимпиадата са Майкъл Фелпс с шест (от които четири златни) и Миси Франклин, Алисън Шмит, Раян Локти и Алиша Коутс с по пет (от които съответно четири, три, два и един златни). Всички те са плувци, а традиционно в техния спорт състезателите получават най-много медали. 
По време на игрите са подобрени 27 световни рекорда в седем спорта – плуване (8), вдигане на тежести (5), колоездене и лека атлетика (по 4), спортна стрелба (3), стрелба с лък (2) и гребане (1). 

## Избиране на домакина
Избирането на Лондон за град домакин се осъществява на сесията на МОК на 5 юли 2005 в Сингапур. Кандидатурата на Лондон побеждава Париж, Мадрид, Ню Йорк и Москва. Една година преди сесията МОК отхвърля кандидатурите на Лайпциг, Рио де Жанейро, Истанбул и Хавана като неспособни да организират олимпиада.
| Град    | Държава        | Кръг 1 | Кръг 2 | Кръг 3 | Кръг |
| Лондон  | Великобритания | 22     | 27     | 39     | 54   |
| Париж   | Франция        | 21     | 25     | 33     | 50   |
| Мадрид  | Испания        | 20     | 32     | 31     | —    |
| Ню Йорк | САЩ            | 19     | 16     | –      | —    |
| Москва  | Русия          | 15     | –      | –      | —    |

## Подготовка

### Талисмани
Официалните талисмани за игрите през 2012 г. са показани на 19 май 2010 г. – за втори път (след игрите във Ванкувър) талисманите за олимпийските и параолимпийски игри са показани едновременно. Кръстени са Уенлок (Wenlock) и Мандевил (Mandeville).

### Лого
За пръв път едно и също лого ще се използва за олимпийските и параолимпийските игри.

### Билети
Към 6 февруари 2012 г. са разпродадени билетите за всичките състезания, с изключение на футболния турнир. Общият брой на билетите е 6,6 милиона.  Цените варират от 20 паунда до 2012 паунда, като най-скъпите са за церемонията по откриването на игрите.
Организаторите очакват около 1,5 милиона билета да са пуснати в продажба за паралимпийските игри.

### Олимпийски съоръжения
Състезанията се провеждат на 31 спортни съоръжения, които са разделени на пет зони – олимпийска зона, простираща се в Олимпийския парк „Кралица Виктория“ в Стратфорд, зона около река Темза, централна зона, извън Голям Лондон и футболни стадиони.

#### Олимпийска зона
- Олимпийски стадион – лека атлетика, церемонии по откриване и закриване
- Олимпийски център за водни спортове – плуване, скокове във вода, модерен петобой (плуване) и синхронно плуване
- Баскетбол арена – баскетбол и хандбал (финали)
- ВМХ писта – колоездене (ВМХ)
- Хандбал арена – фехтовка, хандбал и модерен петобой (фехтовка)
- Колодрум Лондон – колоездене (писта)
- Олимпийски хокеен център – хокей на трева
- Арена за водна топка – водна топка

#### Зона около река Темза
- ЕкСеЛ – бокс, фехтовка, джудо, тенис на маса, таекуондо, вдигане на тежести, борба
- Грийнуич парк – конен спорт, модерен петобой (яздене, бягане)
- O2 арена – баскетбол (финал), гимнастика
- Стрелбище на кралската артилерия – стрелба, модерен петобой (стрелба)

#### Централна зона
- Ол Инглънд тенис и крикет клуб – тенис
- Ърлс Корт Сентър – волейбол
- Площад на конната гвардия – волейбол (плажен)
- Хайд Парк – плуване (маратон), триатлон
- Лордс крикет граунд – стрелба с лък
- Централен Лондон – лека атлетика (маратон)
- Риджъндс Парк – колоездене (път)
- Уембли Арена – бадминтон, гимнастика
- Стадион Уембли – футбол (Финал)

#### Съоръжения извън Голям Лондон
- Дорни Лейк – кану-каяк (спринт), академично гребане
- Хадлей Фарм – колоездене (маунтин байк)
- Воден център „Лий Валий“ – кану-каяк (слалом)
- Национална ветроходна академия „Уеймът и Портланд“ – ветроходство

#### Футболни стадиони
Турнирът по футбол се провежда на следните стадиони: 
- Сити ъф Ковънтри (Ковънтри)
- Хемпдън Парк (Глазгоу)
- Милениум (стадион) (Кардиф)
- Олд Трафорд (Манчестър)
- Сейнт Джеймс Парк (Нюкасъл ъпон Тайн)

### Бюджет
При кандидатстването през 2005 г. е предвиден бюджет от 2,4 млрд. британски лири. В началото на 2012 г. вече се предвиждат разходи от 9,3 млрд. лири.  Изразходваните средства са 8,921 млрд. лири. 
За церемониите по откриването и закриването първоначално са предвидени 40 млн. лири, а в края на 2011 г. сумата е увеличена на 81 млн. лири, като разликата от 41 млн. лири е покрита с пари от бюджета на Великобритания.

### Сигурност
При кандидатстването през 2005 г. е предвидено 10 000 полицаи да се грижат за сигурността. В началото на 2012 г. се приема необходимост от 23 700 служители за осигуряване на сигурността, от които 7000 военни. 

## Игрите

### Участващи държави
В игрите взимат участие състезатели от 204 държави, както и състезатели без държава, състезаващи се под олимпийския флаг (такива са състезателите от Южен Судан и Нидерландските Антили, които по време на олимпиадата все още нямат национални олимпийски комитети).
- Австралия
- Австрия
- Азербайджан
- Албания
- Алжир
- Американска Самоа
- Американски Вирджински острови
- Ангола
- Андора
- Антигуа и Барбуда
- Аржентина
- Армения
- Аруба
- Афганистан
- Бангладеш
- Барбадос
- Бахамски острови
- Бахрейн
- Беларус
- Белгия
- Белиз
- Бенин
- Бермудски острови
- Боливия
- Босна и Херцеговина
- Ботсвана
- Бразилия
- Британски Вирджински острови
- Бруней
- Буркина Фасо
- Бурунди
- Бутан
- България
- Вануату
- Великобритания (Домакин)
- Венецуела
- Виетнам
- Габон
- Гамбия
- Гана
- Гаяна
- Гватемала
- Гвиана
- Гвинея
- Гвинея-Бисау
- Германия
- Гренада
- Грузия
- Гуам
- Гърция
- Дания
- Джибути
- Доминика
- Доминиканска република
- Египет
- Еквадор
- Екваториална Гвинея
- Ел Салвадор
- Еритрея
- Естония
- Етиопия
- Замбия
- Зимбабве
- Израел
- Източен Тимор
- Индия
- Индонезия
- Ирак
- Иран
- Ирландия
- Исландия
- Испания
- Италия
- Йемен
- Йордания
- Кабо Верде
- Казахстан
- Кайманови острови
- Камбоджа
- Камерун
- Канада
- Катар
- Кения
- Кипър
- Киргизстан
- Кирибати
- Китай
- Колумбия
- Коморски острови
- Конго
- ДР Конго
- Северна Корея
- Южна Корея
- Коста Рика
- Кот д'Ивоар
- Куба
- Кувейт
- Латвия
- Лесото
- Либерия
- Либия
- Ливан
- Литва
- Лихтенщайн
- Люксембург
- Мавритания
- Мавриций
- Мадагаскар
- Република Македония
- Малави
- Малайзия
- Малдиви
- Мали
- Малта
- Мароко
- Маршалови острови
- Микронезия
- Мексико
- Мианмар
- Мозамбик
- Молдова
- Монако
- Монголия
- Намибия
- Науру
- Независими олимпийски участници
- Непал
- Нигер
- Нигерия
- Никарагуа
- Нова Зеландия
- Норвегия
- Обединени арабски емирства
- Оман
- Острови Кук
- Пакистан
- Палау
- Палестина
- Панама
- Папуа Нова Гвинея
- Парагвай
- Перу
- Полша
- Португалия
- Пуерто Рико
- Руанда
- Румъния
- Русия
- Самоа
- Сан Марино
- Сао Томе и Принсипи
- Саудитска Арабия
- Свазиленд
- САЩ
- Сейнт Винсент и Гренадини
- Сейнт Китс и Невис
- Сейнт Лусия
- Сейшели
- Сенегал
- Сиера Леоне
- Сингапур
- Сирия
- Словакия
- Словения
- Соломонови острови
- Сомалия
- Судан
- Суринам
- Сърбия
- Таджикистан
- Тайланд
- Китайско Тайпе
- Танзания
- Того
- Тонга
- Тринидад и Тобаго
- Тувалу
- Тунис
- Туркменистан
- Турция
- Уганда
- Узбекистан
- Украйна
- Унгария
- Уругвай
- Фиджи
- Филипини
- Финландия
- Франция
- Хаити
- Холандия
- Хонконг
- Хондурас
- Хърватия
- Централноафриканска република
- Чад
- Черна гора
- Чехия
- Чили
- Швейцария
- Швеция
- Шри Ланка
- ЮАР
- Ямайка
- Япония

Това са първите олимпийски игри, на които е номинирана за участие поне по една жена от всяка участваща държава.  Бутан и Чад участват единствено с жени. 
Гренада печели първия си златен медал от летни олимпийски игри и става най-малката държава, печелила такъв в историята на игрите. 

### Спортове
Преди тези олимпийски игри МОК премахва от олимпийската програма бейзбола и софтбола.
Добавен е женският бокс. Финалът на футболния турнир на жените е наблюдаван от рекордните за женски футболен турнир над 80 000 зрители.
| - Академично гребане (14) (детайли) - Бадминтон (5) (детайли) - Баскетбол (2) (детайли) - Бокс (13) (детайли) - Борба (18) (детайли) - Вдигане на тежести (15) (детайли) - Ветроходство (10) (детайли) - Водна топка (2) (детайли) - Волейбол (4) (детайли) - Гимнастика (детайли) - Спортна гимнастика (14) - Художествена гимнастика (2) - Трамплин (2) | - Джудо (14) (детайли) - Кану – каяк (детайли) - Спринт (12) - Спускане в бързи води (4) - Колоездене (детайли) - BMX (2) - Планинско колоездене (2) - Шосейно колоездене (4) - Пистово колоездене (10) - Конен спорт (6) (детайли) - Лека атлетика (47) (детайли) - Модерен петобой (2) (детайли) - Плуване (34) (детайли) | - Синхронно плуване (2) (детайли) - Скокове във вода (8) (детайли) - Спортна стрелба (15) (детайли) - Стрелба с лък (4) (детайли) - Таекуон-до (8) (детайли) - Тенис (5) (детайли) - Тенис на маса (4) (детайли) - Триатлон (2) (детайли) - Фехтовка (10) (детайли) - Футбол (2) (детайли) - Хандбал (2) (детайли) - Хокей на трева (2) (детайли) |

### Церемония по откриването
Церемонията по откриването започва в 20:12 часа на 27 юли 2012 г. и се провежда на лондонския олимпийски стадион. Дадено ѝ е наименованието „Остров на чудесата“ и включва сцени от Средновековието в Англия, индустриалната революция и цитати от Уилям Шекспир. Сред героите на действието са Питър Пан, Мери Попинз, Волдемор и Джеймс Бонд. Участват Лондонският симфоничен оркестър, Роуън Аткинсън в ролята на Мистър Бийн, авторката на Хари Потър Джоан Роулинг и създателят на World Wide Web Тим Бърнърс-Лий. Кралица Елизабет II участва в кратък филм с Джеймс Бонд. Художествен директор е Дани Бойл. Продължава три часа, в нея участват 15 000 доброволци и е наблюдавана от около четири милиарда души. Организирането ѝ струва 36 милиона евро. 
„Парадът на нациите“ от предишните олимпиади е заменен с „Парада на спортистите“. С цел скъсяване на церемонията не всички състезатели участват в него. Традиционно е открит от Гърция. 
Кралица Елизабет II открива Олимпиадата. 
Факелът с огъня е донесен с лодка по река Темза от Дейвид Бекъм и внесен от бившия състезател по гребане сър Стийв Редгрейв, който го носи в последната част от 70-дневното му пътуване с дължина около 13 000 км. Олимпийският огън е запален от седем младежи на възраст между 16 и 19 години. 
Церемонията е закрита с изпълнение на песента на Бийтълс „Hey Jude“ от Пол Маккартни. 
Организаторите отказват да включат в програмата на церемонията минута мълчание за жертвите на атентата по време на Олимпиадата в Мюнхен през 1972 г., въпреки силния международен натиск.  По време на речта си президентът на МОК Жак Рох, подчертава, че за първи път на тези олимпийски игри участва по една жена от всяка държава. 
Музикалните изпълнители Майк Олдфийлд, Дизи Раскал, Емили Сандей и Пол Маккартни получават символичен хонорар от един паунд за участието си в церемонията. 
Церемонията е наблюдавана на живо от 900 милиона души. 

### Церемония по закриването
Церемонията по закриването трае три часа и включва някои от най-известните британски поп-изпълнители от предишните десетилетия, включително Jessie J, Emeli Sande, One Direction, Спайс Гърлс, Джордж Майкъл и Елбоу. По време на церемониалната част от шоуто олимпийското знаме е предадено от кмета на Лондон на кмета на Рио де Жанейро и олимпийският огън е изгасен. 

### Посещаемост и гледаемост
Състезанията от олимпийските игри са посетени от рекордните 7,4 милиона души при отпечатани 11 милиона билети. Олимпиадата е наблюдавана от около 4,8 милиарда зрители. 

### Култура
По време на Олимпиадата и последващите я параолимпийски игри се провежда и т. нар. „културна олимпиада“, включваща над 12 000 събития. Някои от събития продължават и след това. 

## Календар
Числото в жълтите кутийки показва колко финала в този спорт ще се проведат на този ден. В най-дясната колонка (с буквата Т отгоре) е изписан броят на финалите за всеки спорт.
| ● | Церемония по откриването | ● | Състезателни дни | ● | Финали | ● | Церемония по закриването |

| юли / август       | 25 | 26 | 27 | 28 | 29 | 30 | 31 | 01 | 02 | 03 | 04 | 05 | 06 | 07 | 08 | 09 | 10 | 11 | 12 | Т   |
| ------------------ | -- | -- | -- | -- | -- | -- | -- | -- | -- | -- | -- | -- | -- | -- | -- | -- | -- | -- | -- | --- |
| Церемонии          |    |    | ●  |    |    |    |    |    |    |    |    |    |    |    |    |    |    |    | ●  |     |
| Стрелба с лък      |    |    |    | 1  | 1  |    |    |    | 1  | 1  |    |    |    |    |    |    |    |    |    | 4   |
| Лека атлетика      |    |    |    |    |    |    |    |    |    | 2  | 5  | 7  | 5  | 4  | 4  | 5  | 6  | 8  | 1  | 47  |
| Бадминтон          |    |    |    |    |    |    |    |    |    | 1  | 2  | 2  |    |    |    |    |    |    |    | 5   |
| Баскетбол          |    |    |    |    |    |    |    |    |    |    |    |    |    |    |    |    |    | 1  | 1  | 2   |
| Бокс               |    |    |    |    |    |    |    |    |    |    |    |    |    |    |    | 3  |    | 5  | 5  | 13  |
| Кану-каяк          |    |    |    |    |    |    | 1  | 1  | 2  |    |    |    |    |    | 4  | 4  |    | 4  |    | 16  |
| Колоездене         |    |    |    | 1  | 1  |    |    | 2  | 2  | 2  | 1  | 1  | 1  | 3  |    |    | 2  | 1  | 1  | 18  |
| Скокове във вода   |    |    |    |    | 1  | 1  | 1  | 1  |    |    |    | 1  |    | 1  |    | 1  |    | 1  |    | 8   |
| Конен спорт        |    |    |    |    |    |    | 2  |    |    |    |    |    | 1  | 1  | 2  |    |    |    |    | 6   |
| Фехтовка           |    |    |    | 1  | 1  | 1  | 1  | 2  | 1  | 1  | 1  | 1  |    |    |    |    |    |    |    | 10  |
| Хокей на трева     |    |    |    |    |    |    |    |    |    |    |    |    |    |    |    |    | 1  | 1  |    | 2   |
| Футбол             |    |    |    |    |    |    |    |    |    |    |    |    |    |    |    | 1  |    | 1  |    | 2   |
| Гимнастика         |    |    |    |    |    | 1  | 1  | 1  | 1  | 1  | 1  | 3  | 3  | 4  |    |    |    | 1  | 1  | 18  |
| Хандбал            |    |    |    |    |    |    |    |    |    |    |    |    |    |    |    |    |    | 1  | 1  | 2   |
| Джудо              |    |    |    | 2  | 2  | 2  | 2  | 2  | 2  | 2  |    |    |    |    |    |    |    |    |    | 14  |
| Модерен петобой    |    |    |    |    |    |    |    |    |    |    |    |    |    |    |    |    |    | 1  | 1  | 2   |
| Академично гребане |    |    |    |    |    |    |    | 3  | 3  | 4  | 4  |    |    |    |    |    |    |    |    | 14  |
| Ветроходство       |    |    |    |    |    |    |    |    |    |    |    | 2  | 2  | 2  | 1  | 1  | 1  | 1  |    | 10  |
| Стрелба            |    |    |    | 1  | 1  | 1  | 1  | 1  | 1  | 1  | 1  | 2  | 2  |    |    |    |    |    |    | 15  |
| Плуване            |    |    |    | 4  | 4  | 4  | 4  | 4  | 4  | 4  | 4  |    |    |    |    | 1  | 1  |    |    | 34  |
| Синхронно плуване  |    |    |    |    |    |    |    |    |    |    |    |    |    | 1  |    |    | 1  |    |    | 2   |
| Тенис на маса      |    |    |    |    |    |    |    | 1  | 1  |    |    |    |    | 1  | 1  |    |    |    |    | 4   |
| Таекуондо          |    |    |    |    |    |    |    |    |    |    |    |    |    |    | 2  | 2  | 2  | 2  |    | 8   |
| Тенис              |    |    |    |    |    |    |    |    |    |    | 2  | 3  |    |    |    |    |    |    |    | 5   |
| Триатлон           |    |    |    |    |    |    |    |    |    |    | 1  |    |    | 1  |    |    |    |    |    | 2   |
| Волейбол           |    |    |    |    |    |    |    |    |    |    |    |    |    |    | 1  | 1  |    | 1  | 1  | 4   |
| Водна топка        |    |    |    |    |    |    |    |    |    |    |    |    |    |    |    | 1  |    |    | 1  | 2   |
| Вдигане на тежести |    |    |    | 1  | 2  | 2  | 2  | 2  |    | 2  | 1  | 1  | 1  | 1  |    |    |    |    |    | 15  |
| Борба              |    |    |    |    |    |    |    |    |    |    |    | 2  | 3  | 2  | 2  | 2  | 2  | 3  | 2  | 18  |
| юли / август       | 25 | 26 | 27 | 28 | 29 | 30 | 31 | 01 | 02 | 03 | 04 | 05 | 06 | 07 | 08 | 09 | 10 | 11 | 12 | 302 |

## Критика
След втория ден на Олимпиадата с допинг са хванати двама спортисти, а за трети се очаква потвърждение от втората проба.  По-късно още трима лекоатлети са отстранени, включително трикратният световен шампион в хвърлянето на чук Иван Цихан от Беларус.  Победителката в тласкането на гюле Надежда Остапчук губи титлата си, след като е уличена в употреба на допинг. 
Въпреки че всички билети са продадени, много от състезанията не се провеждат пред пълни трибуни. 
Равносметката за Олимпиадата е, че тя е внушителна въпреки съмненията за употреба на допинг и комерсиализацията. 

## Класиране на страните по медали
Класирането по медали от Летните олимпийски игри 2012 показва броя на победите на националните Олимпийски комитети по време на олимпийските състезания. Организаторите са планирали да раздадат 302 комплекта медали в 26 спорта – толкова, колкото е броят на състезанията; за медалите се борят над 10 500 спортисти от 204 страни в периода от 27 юли до 12 август 2012 година.
| Класиране по медали |                |       |        |       |      |
| No                  | Държава        | злато | сребро | бронз | общо |
| 1.                  | САЩ            | 46    | 29     | 29    | 104  |
| 2.                  | Китай          | 38    | 27     | 23    | 88   |
| 3.                  | Великобритания | 29    | 17     | 19    | 65   |
| 4.                  | Русия          | 24    | 26     | 32    | 82   |
| 5.                  | Южна Корея     | 13    | 8      | 7     | 28   |
| 6.                  | Германия       | 11    | 19     | 14    | 44   |
| 7.                  | Франция        | 11    | 11     | 12    | 34   |
| 8.                  | Италия         | 8     | 9      | 11    | 28   |
| 9.                  | Унгария        | 8     | 4      | 5     | 17   |
| 10.                 | Австралия      | 7     | 16     | 12    | 35   |
| 61.                 | България       | 0     | 2      | 1     | 3    |